# Trifurcula victoris
Trifurcula victoris là một loài bướm đêm thuộc họ Nepticulidae. Nó là loài duy nhất được tìm thấy ở khu vực cực kỳ khô ở phần phía đông nam của tỉnh Almería ở Tây Ban Nha.
Sải cánh dài 6.5-7.2 mm đối với con đực và 6.5–7 mm đối với con cái.
Ấu trùng ăn Anthyllis cytisoides. 